# Rammersdorf (Leutershausen)
Rammersdorf (fränkisch: Rammaschdorf) ist ein Gemeindeteil der Stadt Leutershausen im Landkreis Ansbach (Mittelfranken, Bayern). Rammersdorf liegt in der Gemarkung Mittelramstadt.

## Geografie
Die Einöde liegt am Kümmelbach, einem linken Zufluss der Altmühl. Dieser Bach speist auch die Leutershauser Weiher, die unmittelbar westlich des Ortes liegen. Circa einen halben Kilometer südöstlich liegt das Schloßbuckfeld. Unmittelbar südlich liegt die Froschmühle. Die Kreisstraße AN 23 führt nach Winden bzw. an der Froschmühle vorbei nach Leutershausen.

## Namensdeutung
Entsprechend der ältesten Belege wird der Ortsname gedeutet als „zum Dorf des Romung/Ramung“, wobei Romung/Ramung wohl der Name des Gründers der Ansiedlung ist.

## Geschichte
Der Ort wurde 1293 als „Romungesdorf“ im Achtbuch der Reichsstadt Rothenburg erstmals urkundlich erwähnt. 1336 erscheint „Romungestorf“ als Sitz des Ritters Fritz Vogel zu Dornberg. 1388 ist der Ritter Peter Vogel zu Vogelsburg (= Burg Rammersdorf) genannt, der Würzburger Lehnsmann war. Wenig später ging Rammersdorf an die Brüder Geißendorfer über. Diese mussten die Vogelsburg 1390 an den Würzburger Hofmeister Arnold Hiltmar abtreten. Von ihm erwarb Burkhart von Seckendorff-Jochsberg die Burg, der sie am 6. April 1390 als burggräfliches Lehen erhielt. Im Jahre 1417 erschien Schloss Rammersdorf in einer Aufstellung der Schlösser des Landgerichts Graisbach.
Am 1. Januar 1571 erwarb der brandenburg-ansbachische Kammerrat Veit Asmus von Eyb zu Vestenberg, aus dem Adelsgeschlecht von Eyb stammend, das Rittergut Rammersdorf/Vogelsburg von Martin Wolf von Redwitz, der es kurz zuvor von seinem Schwager Hans Zobel von Giebelstadt gekauft hatte. In dem 16-Punkte-Bericht brandenburg-ansbachischen Amtes Leutershausen von 1608 heißt es, dass außer einem Schafhof zu dem Schloss kein Hof oder Gut gehört. Der 16-Punkte-Bericht von 1681 erwähnt außer dem Schloss und dem Schafhof nunmehr ein zum Schloss gehörendes Bauernhaus. Das Schloss wurde unter Albrecht Ludwig von Eyb abgebrochen und nach Plänen des Ansbacher und späteren Eichstätter Hofbaumeisters Gabriel de Gabrieli von Schlossbaumeister Johann Georg Schmidt von 1713 bis 1715 neu erbaut. So spricht auch die Vetter’sche Oberamtsbeschreibung von 1732 von einem „adelich Eybisch neuerbauten Schlößlein“, zu dem ein Bauernhaus, eine Torwartswohnung und ein „außen auf der Höhe“ stehender Schafhof gehörte. Die Bewohner waren nach St. Peter in Leutershausen gepfarrt und vom Zehnt befreit. Die Vogtei inner Etters war eyb’sches Recht, außer Etters und die Fraisch standen dem brandenburg-ansbachischen Stadtvogteiamt Leutershausen zu. Daran änderte sich nichts mehr bis zum Ende des Alten Reiches. Das Rittergut Rammersdorf hatte zuletzt grundherrliche Ansprüche in Mittelbach (3 Anwesen), Mittelramstadt (12) und Winden (6). Von 1797 bis 1808 unterstand der Ort dem Justizamt Leutershausen und Kammeramt Colmberg.
Im Rahmen des Gemeindeedikts wurde Rammersdorf dem 1808 gebildeten Steuerdistrikt Leutershausen und der 1810 gegründeten Ruralgemeinde Mittelramstadt zugewiesen. Ab 1820 bestand ein Patrimonialgericht I. Klasse derer von Eyb, dem in Rammersdorf fünf Grundholden unterstanden; 1838 erklärte die Familie von Eyb den Verzicht darauf, doch dauerte es noch bis 1842, bis König Ludwig I. die Abtretung des Patrimonialgerichtes genehmigte. Am 1. Januar 1972 wurde Rammersdorf im Zuge der Gebietsreform in Bayern nach Leutershausen eingemeindet.
Heute ist der Forstbetrieb die wichtigste Einnahmequelle des von Eybschen Besitzes in Rammersdorf. Ein Eichenwald wird als „RuheForst Frankenhöhe – Leutershausen“ für Waldbestattungen genutzt.

### Baudenkmal
Wasserschloss mit breitem, bruchsteingefasstem Graben und Mauer. Dreigeschossiger Schlossbau zu 7 × 5 Achsen mit Walmdach, Schleppgauben und Ladegaube im Osten sowie erneuertem Dachreiter mit welscher Haube. An der Fassadenseite dreiachsiger Mittelrisalit mit kolossaler ionischer Pilasterordnung in den beiden Obergeschossen; an den flankierenden Achsen Doppellisenengliederung (letztere auch an den Schmalseiten). Rundbogenportal mit Pilaster- und Konsolvorbau für einen ehemaligen Balkon des ersten Obergeschosses. Fenster des ersten Obergeschosses geohrt, das mittlere mit hochgezogener gerader Verdachung; darüber Sandsteinwappen der Freiherren von Eyb bezeichnet 1713. Im Inneren Treppenhaus aus der Erbauungszeit mit Brüstung aus schweren Holzbalustern und Resten von Rahmenstuck. Über dem Schlossgraben zweibogige Brücke aus Hausteinquadern; darüber Torpfeiler aus Sandstein, wohl gleichzeitig mit dem Schlossbau. Südlich des Schlosses von Bruchsteinmauern umgebene terrassenförmig gestufte Parkanlage von 1715.
2018 wurden die Besitzer des Schlosses für eine umfassende Schlossinstandsetzung mit der
Denkmalschutzmedaille ausgezeichnet.

### Einwohnerentwicklung
| Jahr      | 001818 | 001840 | 001861 | 001871 | 001885 | 001900 | 001925 | 001950 | 001961 | 001970 | 001987 |
| Einwohner | 23     | 29     | 20     | 22     | 20     | 10     | 7      | 66     | 24     | 19     | 12     |
| Häuser    | 5      | 3      |        |        | 4      | 4      | 3      | 3      | 3      |        | 2      |
| Quelle    | [ 29 ] | [ 30 ] | [ 31 ] | [ 32 ] | [ 33 ] | [ 34 ] | [ 35 ] | [ 36 ] | [ 37 ] | [ 38 ] | [ 1 ]  |

## Religion
Der Ort ist seit der Reformation evangelisch-lutherisch geprägt und bis heute nach St. Peter (Leutershausen) gepfarrt. Die Einwohner römisch-katholischer Konfession sind nach Kreuzerhöhung (Schillingsfürst) gepfarrt.